# Бюаш, Жан-Никола
Жан-Никола́ Бюа́ш (фр. Jean-Nicolas Buache), также известный как Бюа́ш де Ла Нёви́ль; 15 февраля 1741 года, Нёвиль-о-Пон — 21 ноября 1825 года, Париж) — французский королевский географ.
Племянник картографа Филиппа Бюаша (1700—1773).

## Биография и деятельность
Директор хранилища карт Морского ведомства; быстро приобрёл известность и получил звание первого королевского географа (1782), — последнего в этом чине. Избранный членом академии наук в 1770 году, уполномочен Людовиком XVI (1788) составить карты бальяжей Французского королевства.
Похоронен на кладбище Пер-Лашез (участок 21).

## Сочинения
- Автор многочисленных учёных записок (фр. mémoires) по географии, напр.: Mémoires sur les découvertes à faire dans le Grand Océan (1797—1798).
- Из книг, в особенности ценилась, за точность данных, его двухтомная «География» (Géographie élémentaire ancienne et moderne; 2 т., Париж, 1769—1772).